# 高野孟矩事件
高野孟矩事件爆發於1897年6月，為台灣日治時期初期的政治事件。該事件起因眾說紛紜，不過皆與台灣總督府所屬高等法院院長兼法務部長的高野孟矩與台灣總督乃木希典政治角力相關。
1897年（日本明治30年）年初，統治台灣的台灣總督乃木希典宣誓並指示台灣總督府府內檢察司法機關展開肅貪動作。不久，奉命承辦此工作的台灣總督府高等法院院長兼法務部長高野孟矩糾舉了包含相當於台灣境內行政主官民政局長水野遵及學務部長、財務部長等等在內的多位文官，並順利使該等貪污人員去職。不料，日本內閣認為太過火，首相松方海東要求乃木希典於辭退該等人員之外，也順勢罷免高野孟矩的台灣總督府法務部長與高等法院院長職位。
被罷免兩項職務的高野孟矩對此表示不服。他認為大日本帝國憲法中保障司法官的任期與權利，總督府並不可以在罷免法務部長同時也免除他法院院長職務，而乃木希典則認為實施六三法的台灣並不受日本憲法約束。
對院長免除命令不服的高野，仍照常至高院上班，隨即遭法院法警驅離，而支持高野的台北地方法院、新竹地方法院兩院院長及多位司法人員也相繼辭職離台返回日本。